# Сельское поселение «Деревня Романово»
Се́льское поселе́ние «Деревня Романово» — муниципальное образование в Медынском районе Калужской области Российской Федерации.
Административный центр — деревня Романово.

## История
Статус и границы сельского поселения установлены Законом Калужской области от 1 ноября 2004 года № 369-ОЗ «Об установлении границ муниципальных образований, расположенных на территории административно-территориальных единиц "Думиничский район", "Кировский район", "Медынский район", "Перемышльский район", "Сухиничский район", "Тарусский район", "Юхновский район", и наделении их статусом городского поселения, сельского поселения, муниципального района».

## Население
| 2010  | 2012  | 2013  | 2014  | 2015  | 2016  | 2017  |
| ----- | ----- | ----- | ----- | ----- | ----- | ----- |
| 1055  | ↗1095 | ↘1084 | ↗1092 | ↗1097 | ↘1059 | ↗1076 |
| 2018  | 2019  | 2019  | 2021  |       |       |       |
| ↘1051 | ↘1049 | ↗1075 | ↘863  |       |       |       |

## Состав сельского поселения
| №  | Населённый пункт | Тип населённого пункта          | Население |
| -- | ---------------- | ------------------------------- | --------- |
| 1  | Бобровка         | деревня                         | →0        |
| 2  | Бородино         | деревня                         | ↗18       |
| 3  | Дошино           | деревня                         | ↘416      |
| 4  | Елешня-Вторая    | деревня                         | ↗1        |
| 5  | Елешня-Первая    | деревня                         | ↗9        |
| 6  | Ивановское       | деревня                         | ↗7        |
| 7  | Косово           | деревня                         | ↘30       |
| 8  | Логачево         | деревня                         | ↘90       |
| 9  | Мошарово         | деревня                         | ↗10       |
| 10 | Обухово          | деревня                         | ↗60       |
| 11 | Реутово          | деревня                         | ↗11       |
| 12 | Романово         | деревня, административный центр | ↗375      |
| 13 | Свитино          | деревня                         | ↗3        |
| 14 | Степановское     | деревня                         | ↗25       |